# شادی بیضایی
شادی بیضایی آرانی (متولد ۷ خرداد ۱۳۵۶ در تهران) نویسنده، شاعر و ویراستار کتاب‌های کودکان و نوجوانان است. او در استرالیا زندگی می‌کند.

## زندگی
نویسندگی را در سال ۱۳۷۸ با نوشتن داستانی برای نشریه بادبادک شروع کرد و مطالبی نیز برای نشریات رشد کودک، رشد نوآموز، دوچرخه و کیهان بچه‌ها نوشت. اولین کتابش تحت عنوان «ستاره و بابابزرگ» در سال ۱۳۸۰ توسط انتشارات شباویز منتشر شد. بیضایی از سال‌های ۸۴ تا ۸۶ مدیر داخلی نشریه بادبادک بود و مدتی هم با برنامه شب به خیر کوچولو همکاری داشت. او بیش از ۳۰ عنوان کتاب در حوزه ادبیات کودک و نوجوان منتشر کرده است. کتاب «بشنو و بگو» نامزد دریافت جایزه بهترین کتاب کمک‌آموزشی پیش‌دبستانی شد.

## آثار
- ستاره و بابابزرگ، شادی بیضایی، ناشر: شباویز، ۱۳۸۰
- بشنو و بگو، شادی بیضایی، ناشر: پیک ادبیات
- شهر ما، شادی بیضایی، ناشر: پیک ادبیات
- رفت‌وآمد در شهر، شادی بیضایی، ناشر: پیک ادبیات
- گیاهان: شناخت محیط طبیعی، شادی بیضایی، ناشر: پیک ادبیات
- من، شادی بیضایی، ناشر: پیک ادبیات
- خانواده، شادی بیضایی، ناشر: پیک ادبیات
- خانه، شادی بیضایی، ناشر: پیک ادبیات
- شغل‌ها، شادی بیضایی، ناشر: پیک ادبیات
- حیوانات، شادی بیضایی، ناشر: پیک ادبیات
- فصل‌ها، شادی بیضایی، ناشر: پیک ادبیات
- شکل‌ها و رنگ‌ها، شادی بیضایی، ناشر: پیک ادبیات
- اندازه‌ها، شادی بیضایی، ناشر: پیک ادبیات
- کتاب کودکی تو، شادی بیضایی، ناشر: پیک ادبیات
- عددها، شادی بیضایی، ناشر: پیک ادبیات
- سلامتی و بهداشت، شادی بیضایی، ناشر: پیک ادبیات
- خندهٔ ملوس، شادی بیضایی، ناشر: پیک ادبیات
- شغل‌های شهر قصه، شادی بیضایی، ناشر: پیک ادبیات
- این‌جا و آن جا، شادی بیضایی، ناشر: پیک ادبیات
- دومین کتاب کودکی تو، شادی بیضایی، ناشر: پیک ادبیات
- زال و سیمرغ، شادی بیضایی، ناشر: پیک ادبیات
- زال و رودابه، شادی بیضایی، ناشر: پیک ادبیات
- نخستین نبرد رستم، شادی بیضایی، ناشر: پیک ادبیات
- مروارید، شادی بیضایی، ناشر: پیک ادبیات
- گیاهان: شناخت محیط طبیعی، شادی بیضایی، ناشر: پیک ادبیات
- خال خالی و سایه اش، شادی بیضایی، ناشر: پیک ادبیات
- آشنایی با رنگ‌ها، شادی بیضایی، ناشر: پیک ادبیات
- کتاب آموزش شمارش، شادی بیضایی، ناشر: پیک ادبیات
- تابستانه: کتاب کار تابستان برای دانش آموزان پایهٔ اول دبستان آمادگی برای پایهٔ دوم دبستان، شادی بیضایی، ناشر: پیک ادبیات